# Tepoztlán, Morelos
Tepoztlán är en kommunhuvudort i Mexiko.   Den ligger i kommunen Tepoztlán och delstaten Morelos, i den sydöstra delen av landet, 50 km söder om huvudstaden Mexico City. Tepoztlán ligger 1 740 meter över havet och antalet invånare är 15 963.
Terrängen runt Tepoztlán är kuperad söderut och  bergig norrut. Terrängen runt Tepoztlán sluttar söderut. Runt Tepoztlán är det ganska tätbefolkat, med 179 invånare per kvadratkilometer. Närmaste större samhälle är Jiutepec, 14,2 km sydväst om Tepoztlán. I omgivningarna runt Tepoztlán växer huvudsakligen savannskog.